# Lavatoggio
Lavatoggio est une commune française située dans la circonscription départementale de la Haute-Corse et le territoire de la collectivité de Corse. Le village appartient à la piève d'Aregno, en Balagne.

## Géographie

### Localisation
Lavatoggio est située sur les flancs septentrionaux de la haute chaîne de montagnes ceinturant la Balagne, dont elle occupe l'extrémité occidentale. Le village est l'un des nombreux « villages balcons » de la microrégion. La commune se trouve actuellement dans le canton de Calvi composé de 14 communes depuis 2015. Autrefois, Lavatoggio se trouvait dans la pieve d'Aregnu.
Communes limitrophes

### Géologie et relief

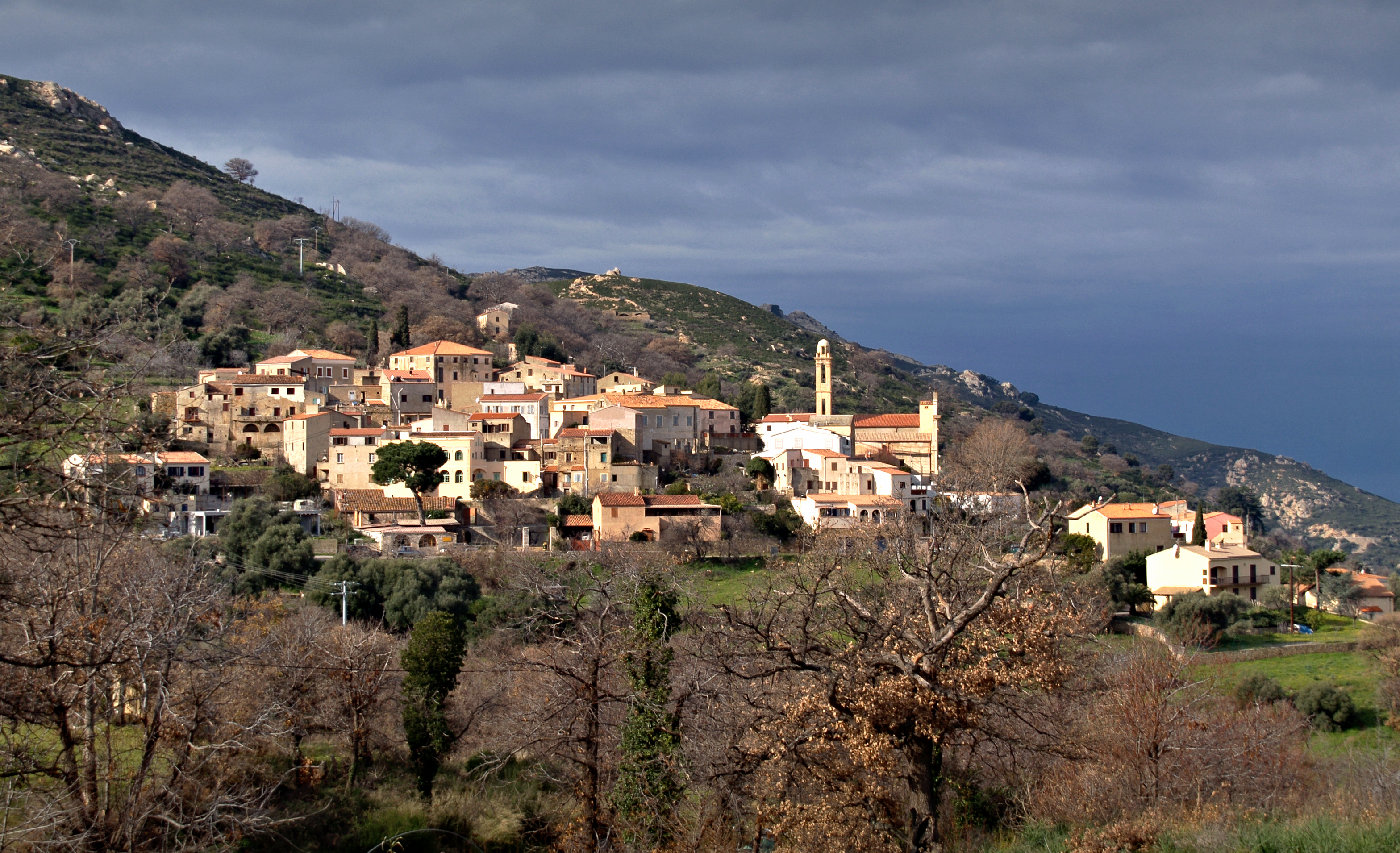
Vue du village.

La commune de Lavatoggio est une « commune de moyenne montagne », faisant partie de la « Corse cristalline » composée de roches magmatiques avec des sédiments quaternaires dans la petite cuvette d'Aregno. Elle a une superficie de 6,86 km2 (686 ha). Elle occupe une série de hauteurs, dominant au nord la vallée d'Aregnu et, au sud, la vallée du Fiume Seccu. Ses deux sommets d'altitude modeste, le Capu d'Occi (563 mètres) et le Capu Bracajo (Capu Bracaghju) (556 mètres), « à cheval » sur Lumio et Lavatoggio, devraient leur nom à leur situation et à leur allure : Occi pour sa hauteur (du latin altus signifiant haut), et Bracaghju pour sa forme (du grec brakhiôn signifiant bras).
Considérée comme un « village balcon » de la Balagne, Lavatoggio offre une vue remarquable sur une partie du littoral balanin avec les villages Aregno, Sant'Antonino, Corbara, etc., sans avoir cependant de façade maritime. La commune domine la vallée du ruisseau de Teghiella qui s'écoule dans la plaine d'Aregno sans en posséder une infime partie. Elle est séparée de la Vallée du Regino par un chaînon secondaire du massif du Monte Grosso qui sépare la vallée du Regino de la plaine de Calenzana et se prolonge jusqu'à Capu d'Occi au-dessus de Lumio.
Les limites de son territoire peuvent se définir ainsi :
- au nord, du col de Forcolina (231 m - Lumio) sur la route D 71, part une ligne qui longe le flanc des collines, sous la sinueuse D 71, passe sous le village, jusqu'à environ 300 m au nord-ouest du couvent de Marcasso (Cateri) ;
- à l'est, la démarcation prend une orientation sud-ouest, passe au cimetière de Lavatoggio et de sa chapelle San Cervone, jusqu'à Petra Rossa (598 m) ;
- au sud, la ligne part vers l'ouest, coupant la route D 151 environ 300 m au sud du col de Salvi (509 m), passant par Poggiarella, descendant dans le lit du ruisseau de Forca al Pippu, puis remontant sur la colline de Pruniccia (233 m) ;
- à l'ouest, la démarcation suit depuis Pruniccia une ligne de crête qui passe par Capu Bracajo (556 m) et Capu d'Occi (563 m) pour rejoindre Bocca di Forcolina.

### Hydrographie
Le principal cours d'eau est le ruisseau de Teghiella (il a pour nom fiume Mulinu en aval) qui prend sa source sur le flanc nord du Capu di Bestia (Avapessa). Il arrose la partie orientale du village de Lavatoggio, reçoit les eaux d'autres ruisseaux dans la plaine d'Aregno avant de se jeter à la mer à l'est de la plage d'Aregno.

### Climat et végétation
La Balagne possède un climat méditerranéen aux hivers doux et humides et aux étés chauds et secs. Le littoral sous l'influence marine qui réchauffe les températures en hiver et les rafraîchit en été, bénéficie de conditions climatiques plus favorables mais est plus exposé aux vents d'ouest et de nord-ouest dominants (libeccio, mistral, tramontane). Le village bâti à l'umbria, est ainsi « sous les vents » dominants.
La neige atteint les hauteurs de la commune quelques jours par an. Elle rend alors le col de Salvi (509 m) où passe la route D 151, praticable qu'avec des équipements spéciaux.
Le manteau végétal présente encore les traces d'un terrible incendie qui ravagea en été 2005 plus de 1 500 ha et détruisit plusieurs milliers d'oliviers dont de très nombreux arbres séculaires. Ce sinistre a remis au jour les murets et les nombreuses terrasses de culture, les lenze depuis longtemps abandonnées, où le maquis avait repris des droits. Ce maquis traditionnel (cistaies, landes et pelouses rocailleuses) est présent sur les terres en friche fréquentés par de nombreux bovidés errants, à la recherche d'une rare nourriture. Des bosquets de chênes verts et de chênes blancs avoisinent le village et couvrent ses hauteurs à l'ubac. Alentour du col de Salvi et de son haut pylône des télécommunications, il n'y a plus qu'un sol dénudé montrant sa roche.

### Voies de communication et transports

#### Accès routiers
La commune se situe entre I Catari et Lumiu. Elle est traversée par la D71, encore appelée « route corniche de la Balagne » et qui relie Lumio à Belgudè. Le village de Lavatoghju est distant par route, de 16 km de Calvi et à 18 km de L'Île-Rousse.
La route D 151 qui relie Cateri à Calenzana, emprunte la partie sud-est de la commune pour franchir le col de Salvi (509 m).

#### Transports
Lavatoggio se trouve à 16 km du port de commerce de Calvi et à 16 km de celui de L'Île-Rousse. L'aéroport le plus proche est l'aéroport de Calvi-Sainte-Catherine, à 15 km. La gare d'Algajola, gare la plus proche, est distante de 11 km.
Mars 2015, un service de transport public inter-village « Lavatoggio - L'Île-Rousse » et retour, fonctionne tous les matins du 1er vendredi du mois, sur réservation.

## Urbanisme

### Typologie
Au 1er janvier 2024, Lavatoggio est catégorisée commune rurale à habitat dispersé, selon la nouvelle grille communale de densité à sept niveaux définie par l'Insee en 2022.
Elle est située hors unité urbaine. Par ailleurs la commune fait partie de l'aire d'attraction de Calvi, dont elle est une commune de la couronne,. Cette aire, qui regroupe 15 communes, est catégorisée dans les aires de moins de 50 000 habitants,.

### Occupation des sols
L'occupation des sols de la commune, telle qu'elle ressort de la base de données européenne d’occupation biophysique des sols Corine Land Cover (CLC), est marquée par l'importance des forêts et milieux semi-naturels (75,2 % en 2018), une proportion identique à celle de 1990 (75,3 %). La répartition détaillée en 2018 est la suivante : 
milieux à végétation arbustive et/ou herbacée (67,7 %), prairies (15,7 %), zones agricoles hétérogènes (9,1 %), forêts (7,5 %). L'évolution de l’occupation des sols de la commune et de ses infrastructures peut être observée sur les différentes représentations cartographiques du territoire : la carte de Cassini (XVIIIe siècle), la carte d'état-major (1820-1866) et les cartes ou photos aériennes de l'IGN pour la période actuelle (1950 à aujourd'hui).

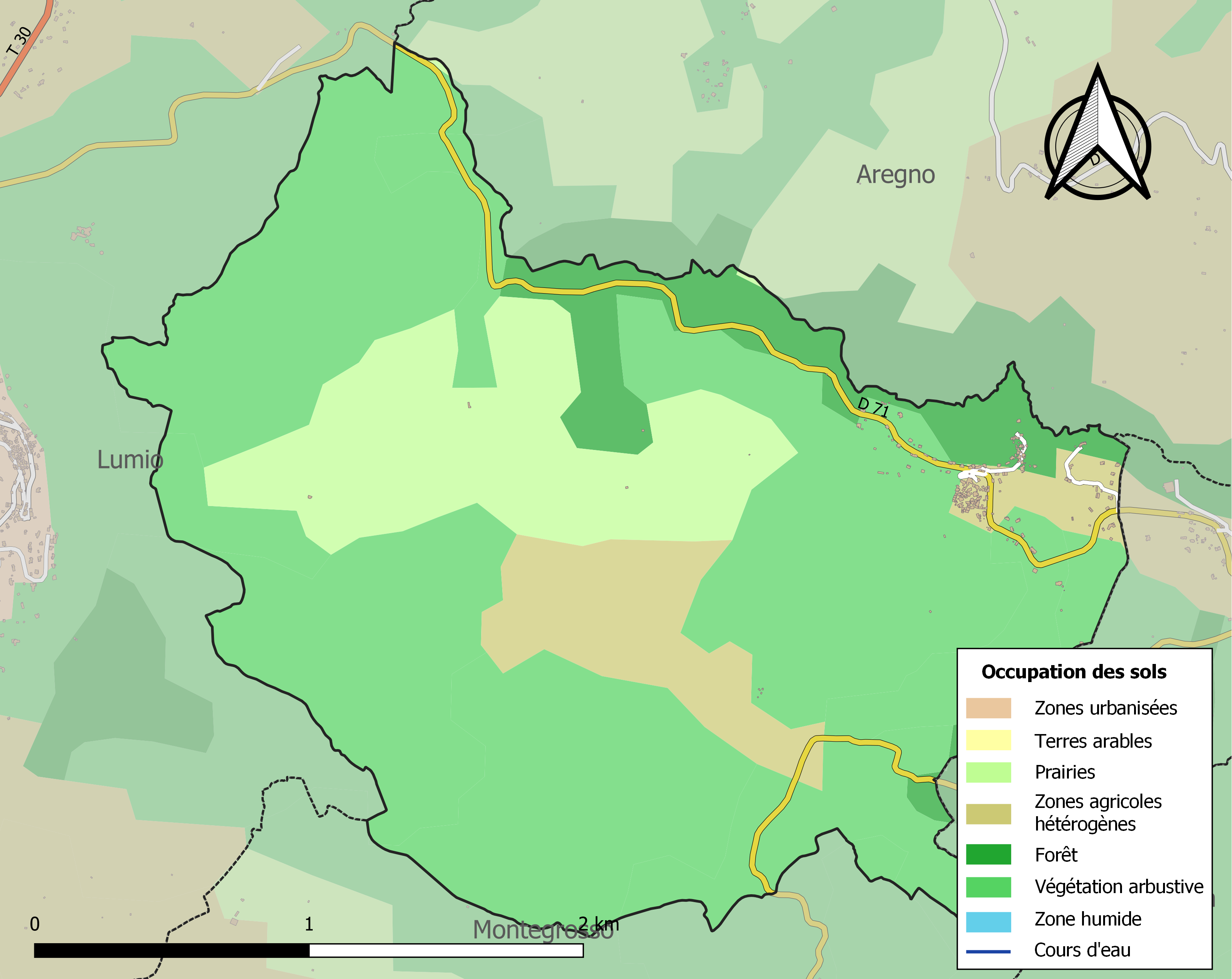
Carte des infrastructures et de l'occupation des sols de la commune en 2018 (CLC).

## Toponymie
Lavatoggio dérive du nom corse lavatoghju ou lavatoghiu. Son nom signifie « lavoir » en français. Les nombreuses sources et lavoirs (lavatoghji) seraient, selon ses habitants, à l'origine de son nom.

## Histoire

### Préhistoire
Vers la fin du XXe siècle, au lieu-dit Porte Vecchie sur les pentes du Capu Bracajo, haut lieu du passé local, des indices avaient été découverts à 200 m du sommet. Cette découverte a conduit à l'ouverture d'une campagne de fouilles dirigée par P. Neuville.
Dès 1978, a été repérée une terrasse d'environ 50 m2, fermée par une enceinte de gros blocs ayant servi de fond de cabane à des âges différents. En 1984 un sondage met au jour un matériel qui permet de définir l'occupation du site à l'Âge du Bronze, à l'Âge du Fer et au Moyen Âge. Y ont été découverts notamment une demi-perle en pierre polie, des éléments de céramique à l'amiante et une hache-spatule en bronze. Certains éléments du mobilier du Bronze s'apparentent à ceux mis au jour au Monte d'Ortu, situé au nord-ouest du village de Lumio. Depuis, de nombreux ramassages de vestiges divers y ont été opérés en surface par des amateurs.

### Antiquité
Des fouilles effectuées en 1835 ont permis de livrer des vestiges romains à Monosena[réf. nécessaire] (de nos jours, ce lieu-dit est absent des cartes).

### Moyen Âge
Dès l'an 800, pendant un siècle, les Sarrasins vont envahir la Corse et couper toute relation avec le Continent.
Au XIe siècle, à partir de la fin des années 1070 ou du début de la décennie suivante, des chevaliers participent avec les marquis Obertenghi aux côtés de l'évêque de Pise, à l’expédition pour la reconquête et à la mise en place d'une nouvelle administration dans l'île. C'est probablement depuis cette période que les Obertenghi détiennent le titre de marquis de Massa et de Corse et qu'ils y exercent une véritable autorité. Alberto IV Rufo serait le premier marquis à exercer un pouvoir effectif et reconnu sur l'île. Son fils Hugues lui succède. Sa présence est attestée dans l'île jusque vers 1124.
En Balagne, les forces sont commandées par les membres de la famille De Pino qui, peu après la reconquête, édifient un château à Sant'Antonino. Il s'agit d'une famille importante et proche des marquis Obertenghi, au moins à la fin du XIe siècle. Originaires de la pieve de Pino, au centre de la Balagne, les seigneurs de Pino, I Pinaschi, étaient à cette époque, largement possessionnés dans tout le nord-ouest de la Corse ; mais ses membres étaient propriétaires de domaines fonciers beaucoup plus au nord.
« Le marquis [Obertenghi] apparaît souvent entouré des seigneurs Pinaschi et plus occasionnellement des Amondaschi - Archives départementales de Corse-du-Sud, IH1, 15. S. P. P. Scalfati, Les documents du « Libro Maestro G di Gorgona ». ».
Au XIIIe siècle, à la mort du comte Arrigo de Cinarca, son fief sera partagé entre trois cousins Pinaschi. L'un des membres de cette famille surnommé Malpensa édifiera le château de Speloncato, Malaspina s'en alla à Sant'Antonino qui était la résidence seigneuriale, pendant que le troisième héritier Malafidanza s'installera à Braggaghju (Capu Bracajo) au-dessus de Lumio.
Malafidanza Pinasco (ou Malafede Savelli Pinasco), descendant de Guido de Sabellis à qui le pape Étienne IV avait offert en récompense la province de Balagne pour avoir chassé les Sarrasins, se fâche avec son cousin Malaspina et se déclare indépendant et seigneur de Bracaghju. Il régnera sur un fief correspondant à peu près avec l'actuelle commune. Les trois cousins se feront une guerre sanglante.

#### Castello de Bracaggio
Selon la Dreal Corse, dans son étude d'opportunité de classement de juillet 2013 intitulé Occi Oggi, Village d'Occi et son écrin paysager, Capu Bracaghju se situerait sur la commune de Lavatoghju.
« Capu Bracaghju qui, sur la commune de Lavatoghju, surplombe le village de Lumiu et s’impose au paysage d’Occi. Au temps des seigneurs (XIe siècle) le site abritait un château fondé par Malafede Savelli Pinasco. - p. 17. »

Les bases du château au sommet du Capu Bracaghju, à 556 mètres d'altitude, sont toujours visibles. Ce château ressemblait sans doute au castel de Covasina, de son cousin et allié le seigneur Truffetta, neveu comme lui, d'Arrigo Bel Messere. Le donjon, protégé par une enceinte et des tourelles rondes, favorisera dès le XIe siècle la formation de petits hameaux : Bracaghju, Castiglioni, Mutali. Ce dernier, dit « le village du maure », est doté d'une chapelle Saint-Salvatore.

### Temps modernes
Au XVIe siècle, vers 1520, la pieve d'Aregnu comptait environ 500 habitants qui habitaient des lieux ayant pour nom : l’Arpagiola ou Gabiola, la Corbaia, lo Monticello, Santo Antonino, Santa Riparata, Piaza, Pragola, le Torre, Regno, li Catari, lo Lavatogio, lacona, Spano, Hogio, Aquapessa.
Au début du XVIIIe siècle, dans un rapport que lui a demandé Gênes, l'abbé Accinielli a écrit : « 16 villaggi fra quali Occhi, Lavatogio, S.Reparata, Aregno, Cattari, Avapessa, Corbara, S.Antonino, e Monticello, compresa l’Argagliola principale di questa provincia fortificata da Ribelli, in questa vi soleva rissedere il Luogotenente, con 4050 anime formano la Pieve di Aregno ».
Plus loin Accinelli signale que la piève di Aregno, dans la juridiction d'Algajola et Calvi, était formée de « Occhi 66. Lavataggio 263. Reparata 588. Aregno 439. Cattari 239. Avapessa 162. Corbara 1125. S.Antonino 276. Monticello 476. » (les nombres étant ceux de la population).
- 1768 - après la cession de la Corse à la France le 15 mai, l'île passe sous administration militaire française. La pieve d'Aregnu prend le nom de Regino.
- 1789 - la Corse fait partie du royaume de France. Avec la Révolution française, est créé en 1790 le département de Corse, avec Bastia comme préfecture.
- 1790 - La pieve de Regino devient le canton de Regino (chef-lieu Muro), dans le district de Calvi, dans le département de El Golo.
- 1793 - An II. La Convention divise l'île en deux départements : El Golo (l'actuelle Haute-Corse) dont fait partie Lavatoggio, et Liamone (l'actuelle Corse-du-Sud) sont créés. La commune portait le nom de Lavatoggio.
- 1794-1796 : l'île devient le Royaume de Corse (plus communément royaume anglo-corse).
- 1801 - Sous le Consulat[Note 5], on retrouve le même nom Lavatoggio au bulletin des lois. Lavatoggio est dans le canton de Regino, dans l'arrondissement de Calvi, dans le département de El Golo.
- 1811 - Les départements d'El Golo et du Liamone sont fusionnés pour former le département de Corse.
- 1828 - Lavatoggio passe dans le canton de Muro[13].

### Époque contemporaine
- 1926 - Lavatoggio se trouve dans l'arrondissement de Bastia.
- 1943 - Lavatoggio rebascule dans l'arrondissement de Calvi.
- 1954 - Lavatoggio qui comptait 167 habitants, faisait partie du canton de Muro, avec les communes de Algajola, Aregno, Avapessa, Cateri, Feliceto, Lavatoggio, Muro, Nessa et Speloncato.
- 1973 : Lavatoggio intègre le nouveau canton de Belgodère, créé avec la fusion imposée des anciens cantons de Muro, Belgodère et Olmicappella.
- 1975 - L'île est à nouveau scindée en deux départements. Lavatoggio se trouve en Haute-Corse.

## Politique et administration

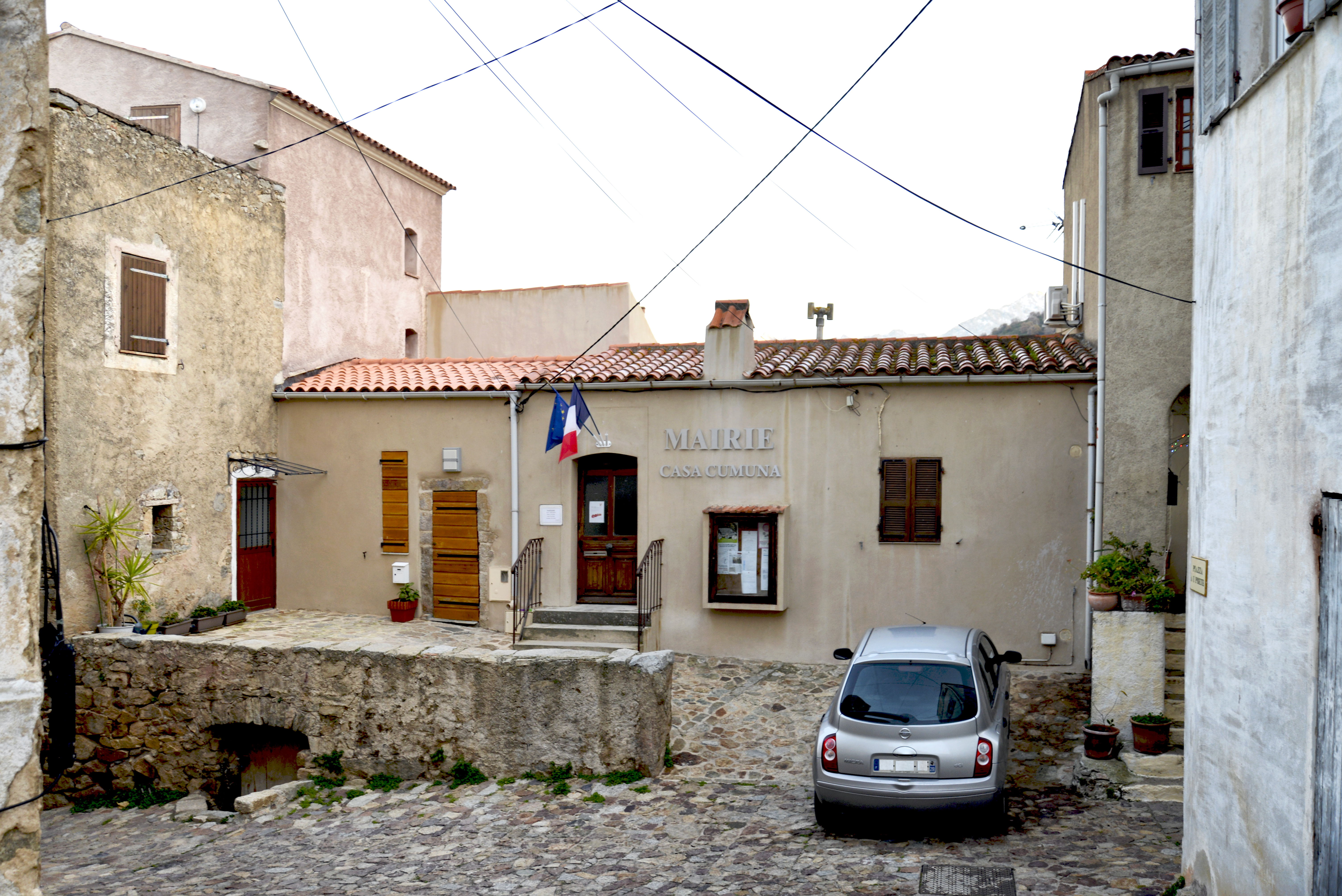
La mairie.

### Liste des maires
| Période                                  | Période  | Identité                    | Étiquette | Qualité     |
| ---------------------------------------- | -------- | --------------------------- | --------- | ----------- |
| mars 2008                                | En cours | Rodolphe Toussaint Santelli | DVG       | Agriculteur |
| Les données manquantes sont à compléter. |          |                             |           |             |

Résultat des élections 2008 :
- M. Joseph Loverini (96 voix)
- Mme Marie France Carlotti (93 voix)
- Mme M. Claire Rezzi (93 voix)
- M. Joël Cesari (91 voix)
- M. Rodolphe Santelli (87 voix)
- M. François Antonini (85 voix)
- M. Joseph Anfriani (83 voix)
- Mme Christelle Croce (76 voix)
- M. François Franceschi (72 voix)

## Population et société

### Démographie
L'évolution du nombre d'habitants est connue à travers les recensements de la population effectués dans la commune depuis 1800. Pour les communes de moins de 10 000 habitants, une enquête de recensement portant sur toute la population est réalisée tous les cinq ans, les populations de référence des années intermédiaires étant quant à elles estimées par interpolation ou extrapolation. Pour la commune, le premier recensement exhaustif entrant dans le cadre du nouveau dispositif a été réalisé en 2005.

En 2022, la commune comptait 156 habitants, en évolution de +4 % par rapport à 2016 (Haute-Corse : +5,15 %, France hors Mayotte : +2,11 %).
| 1800 | 1806 | 1821 | 1831 | 1836 | 1841 | 1846 | 1851 | 1856 |
| ---- | ---- | ---- | ---- | ---- | ---- | ---- | ---- | ---- |
| 325  | 349  | 366  | 384  | 383  | 406  | 388  | 406  | 413  |

| 1861 | 1866 | 1872 | 1876 | 1881 | 1886 | 1891 | 1896 | 1901 |
| ---- | ---- | ---- | ---- | ---- | ---- | ---- | ---- | ---- |
| 415  | 433  | 395  | 359  | 350  | 357  | 356  | 335  | 316  |

| 1906 | 1911 | 1921 | 1926 | 1931 | 1936 | 1946 | 1954 | 1962 |
| ---- | ---- | ---- | ---- | ---- | ---- | ---- | ---- | ---- |
| 300  | 297  | 304  | 289  | 292  | 258  | 198  | 167  | 110  |

| 1968 | 1975 | 1982 | 1990 | 1999 | 2005 | 2006 | 2010 | 2015 |
| ---- | ---- | ---- | ---- | ---- | ---- | ---- | ---- | ---- |
| 89   | 107  | 116  | 138  | 97   | 128  | 132  | 134  | 149  |

| 2020 | 2022 | - | - | - | - | - | - | - |
| ---- | ---- | - | - | - | - | - | - | - |
| 149  | 156  | - | - | - | - | - | - | - |

### Enseignement
L'école primaire publique la plus proche se situe à Aregno, distante de 4 km environ. Les établissements secondaires publics les plus proches se situent à égales distances (16 km) :
- Calvi : collège Jean-Félix-Orabona ;
- L'Île-Rousse : collège Pascal-Paoli et lycée de Balagne.

### Santé
Le plus proche hôpital est le centre hospitalier de Calvi-Balagne, ex antenne médicale de Balagne (AMU de Calvi) - adresse : lieu-dit Guazzole - 20260 Calvi, distant de 15 km. Deux médecins sont établis à Aregno (4 km), et un à Lumio (6,5 km) où se trouvent une pharmacie, un cabinet de kinésithérapie, un autre d'infirmiers et un podologue.

### Cultes
La paroisse (Église San Lorenzu) relève du diocèse d'Ajaccio.

### Manifestations culturelles et festivités
- 8 septembre : fête de la Nativité (A Natività di a Madonna). Ce jour a lieu un pèlerinage jusqu'à la chapelle Notre-Dame-de-la-Stella, au pied du Monte Bracaghjiu.
- 10 octobre : fête patronale du village, Saint-Cervonius, avec procession jusqu'à la chapelle San Cervone située dans le cimetière.

## Économie
L'économie locale repose essentiellement sur l'agro-pastoralisme (oliviers et bétail), et le tourisme saisonnier. La population active a des emplois sur les « métropoles balanines» que sont Calvi et L'Île-Rousse, mais aussi dans la proche zone d'activité de Corbara.

Au village se trouve deux commerces de restauration dont un réputé, « Chez Edgard », qui attire une très nombreuse clientèle tous les soirs en période estivale.

## Culture locale et patrimoine

### Lieux et monuments

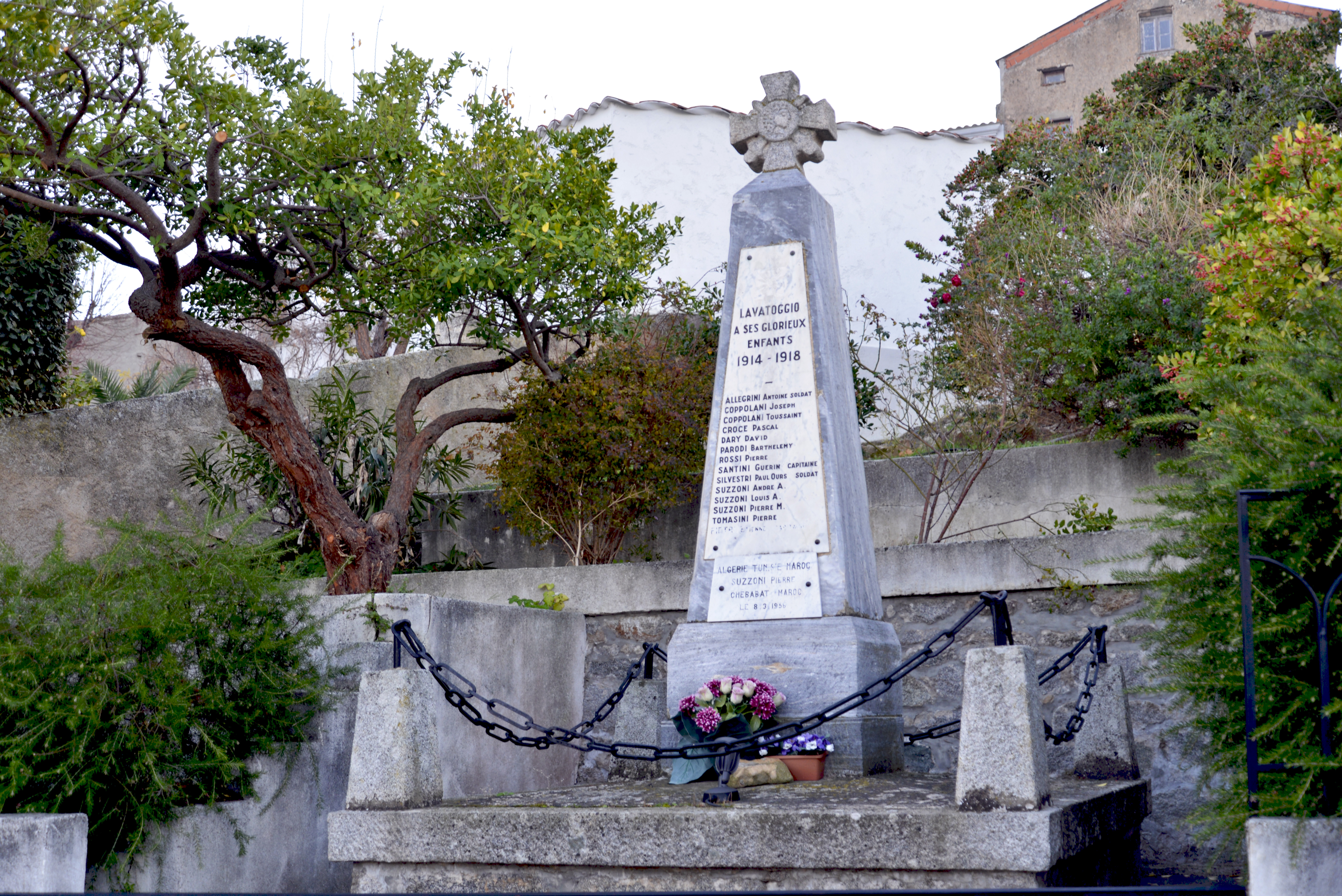
Monument aux morts.

- Monument aux morts. Il se situe à la jonction de la route D 71 avec celle menant au cœur du village, sous l'église.

#### Jardin du couvent de Marcasso
Le jardin du couvent de Marcasso est localisé sur la commune de Lavatoggio par le ministère de la Culture alors que le couvent est situé sur Cateri. Il est repris à l'Inventaire général du patrimoine culturel (documentation préalable) - dossier versé le 4 mars 2003.

#### Fontaines et lavoirs communaux
La commune compte plusieurs sources et lavoirs. Ces derniers seraient à l'origine du nom du village.

##### U lavandariu

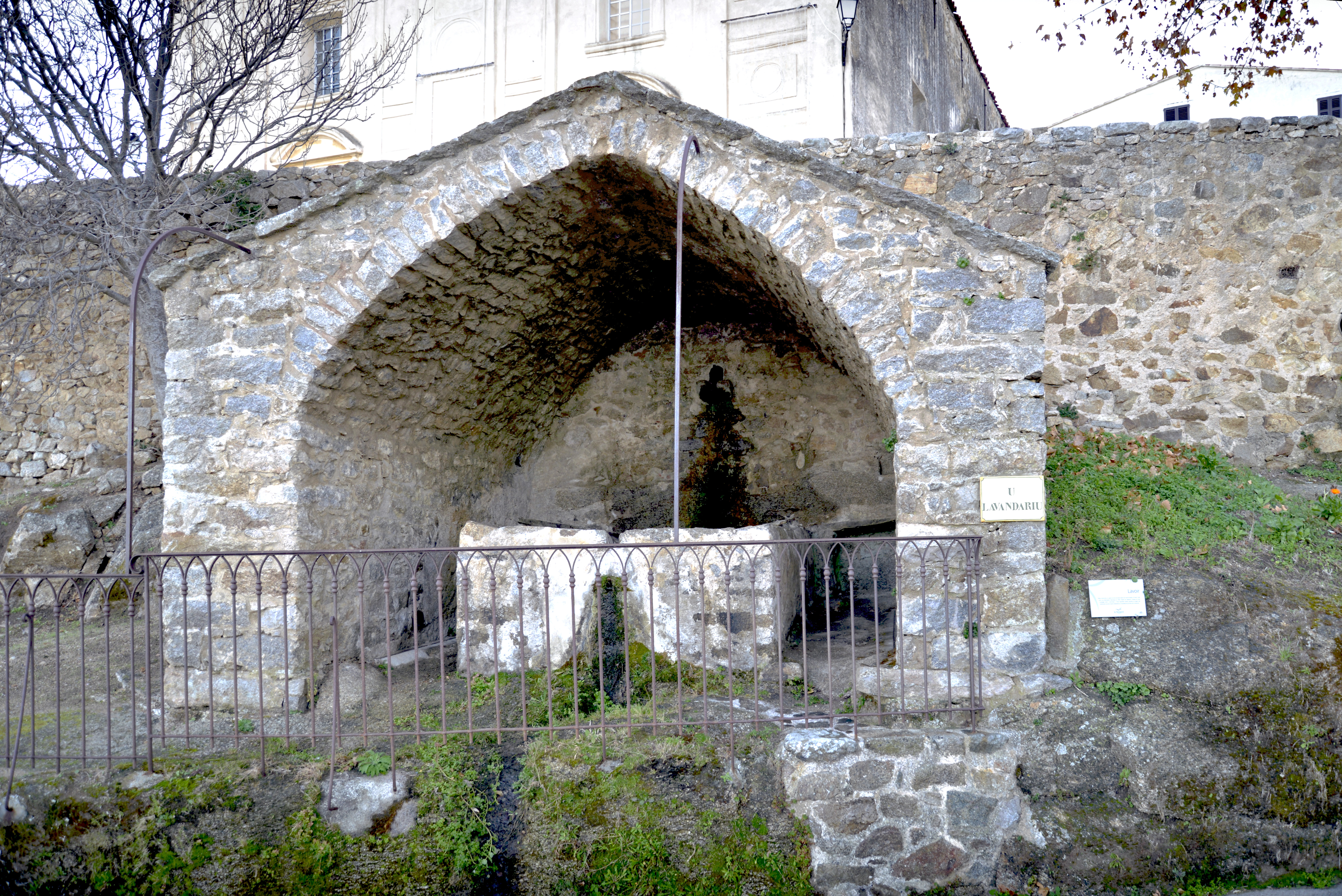
Lavoir u lanvandariu.

Des deux lavoirs  communaux, il est celui situé en bas de la place de l'église, sur la droite du jardin d'enfants. Il a pour nom u lavandariu et est daté du XIXe siècle. Il est inscrit au titre des monuments historiques par arrêté du 29 juillet 1987.

#### Fontaine Funtana di u Turiolu

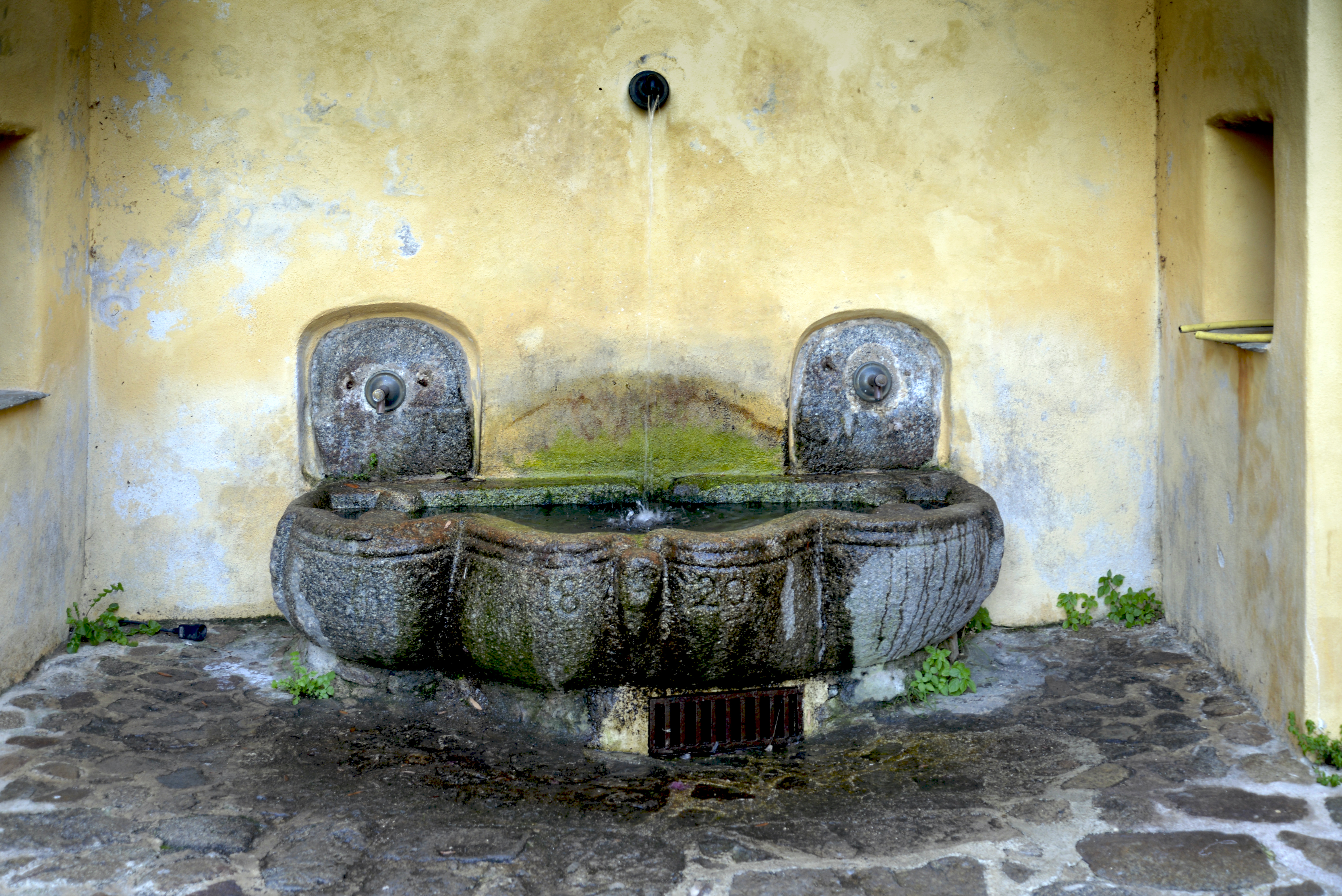
Funtana di u Turiolu.

Située tout en haut de la place de la Tour (piazza di a torra), cette fontaine dite Funtana di u Turiolu  est la plus remarquable des trois fontaines communales du village qui, jusqu'aux années 1950 encore, servaient à alimenter en eau la population du village. Son abreuvoir a des formes arrondies rappelant un bénitier et porte « 1820 » gravée sur l'avant.
Sur le côté droit de l'édifice, de style baroque, se trouve une petite fontaine.

#### Chapelle San Cervone
La chapelle San Cervone est située au sud-est et au-dessus du village, dans le cimetière communal. Elle date probablement du XIIIe siècle. La chapelle romane dédiée à Cervonius, évêque de Populonia en Toscane, semble désaffectée dès le XVIe siècle, indiquée comme presque détruite en 1559. Remaniée aux XVIIIe siècle et XIXe siècle, elle a perdu son appareillage de pierre qui devait être soigné comme en général. Elle est devenue simple lieu de dévotion. Les teghje (lauzes) des toits ont été conservées.
Comme la grande majorité des églises romanes « pisanes corses », sa nef est orientée sur un axe est/ouest (ici avec +10°), l'abside à l'est, soit « vers Rome » comme il se dit. La façade occidentale est couronnée par un fronton triangulaire surmontant le portail. Au-dessus de la seule porte existante de l'édifice, est gravé « Rifatto 1818 ». Une abside semi-circulaire forme son chevet.
San Cervone a été classée monument historique par arrêté du 29 juillet 1987. On y accède par une petite route en cul-de-sac menant au cimetière qu'elle domine. Saint Cervonius est le saint patron du village.

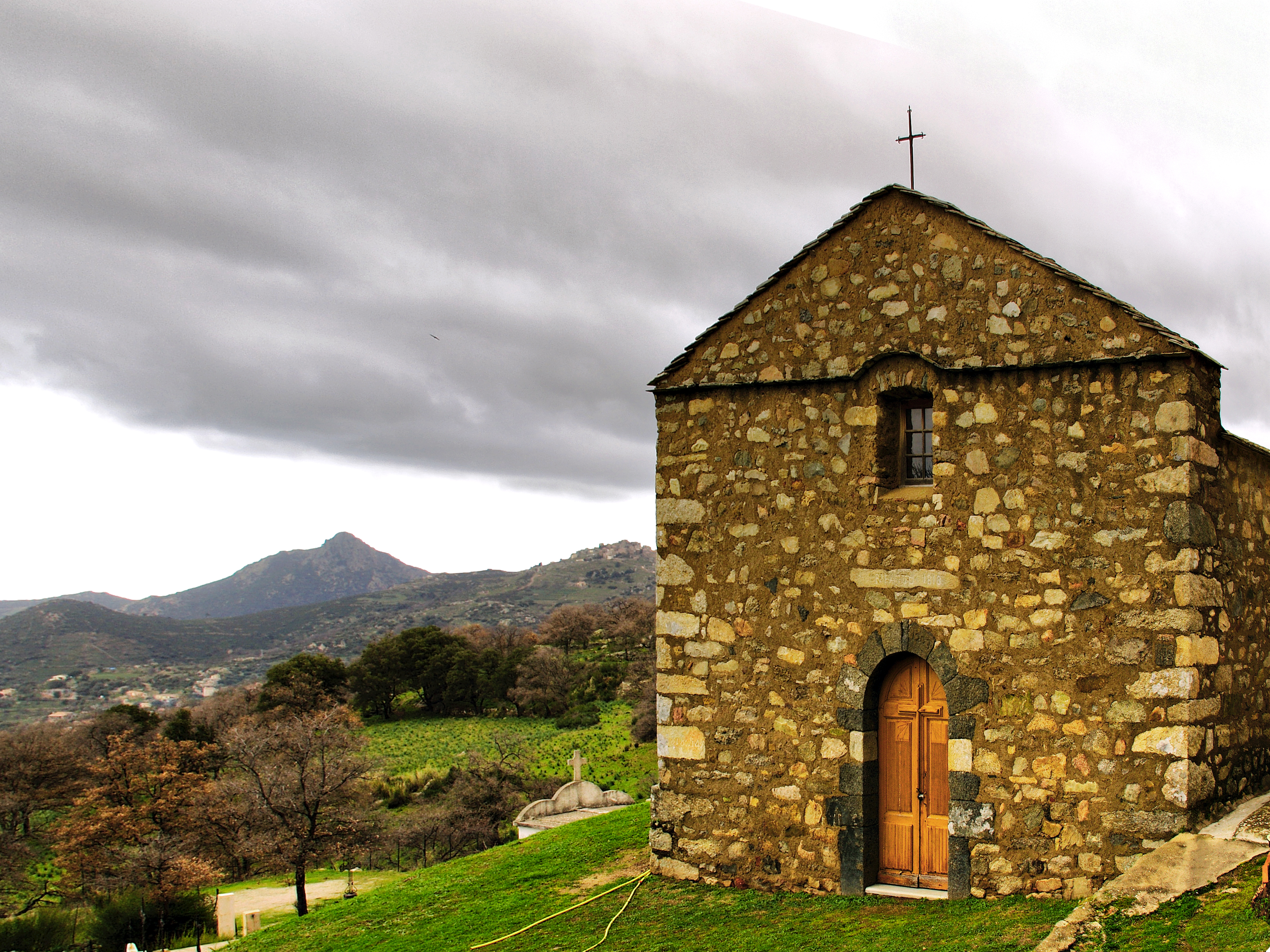
Vue de la chapelle San Cervone.
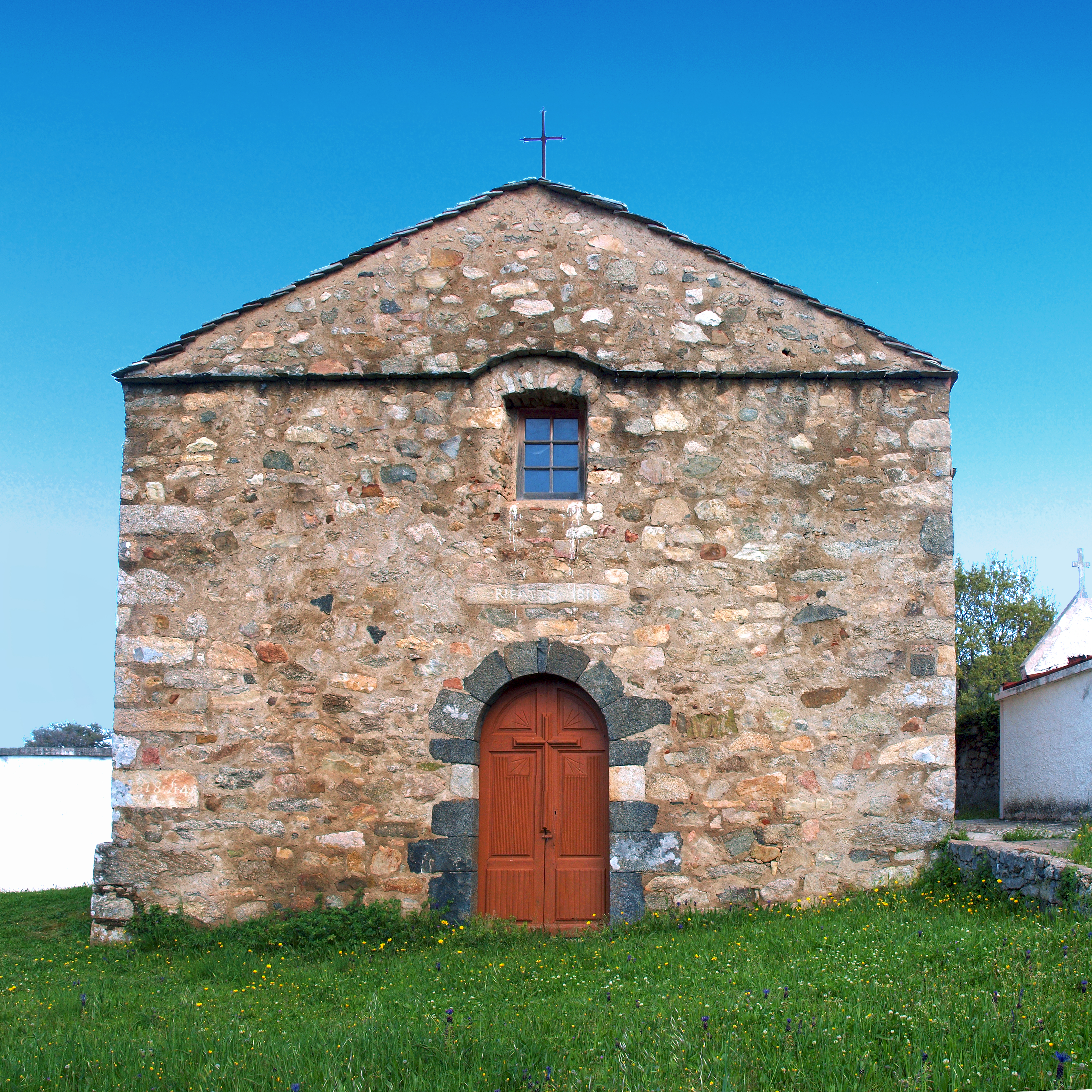
Façade occidentale.
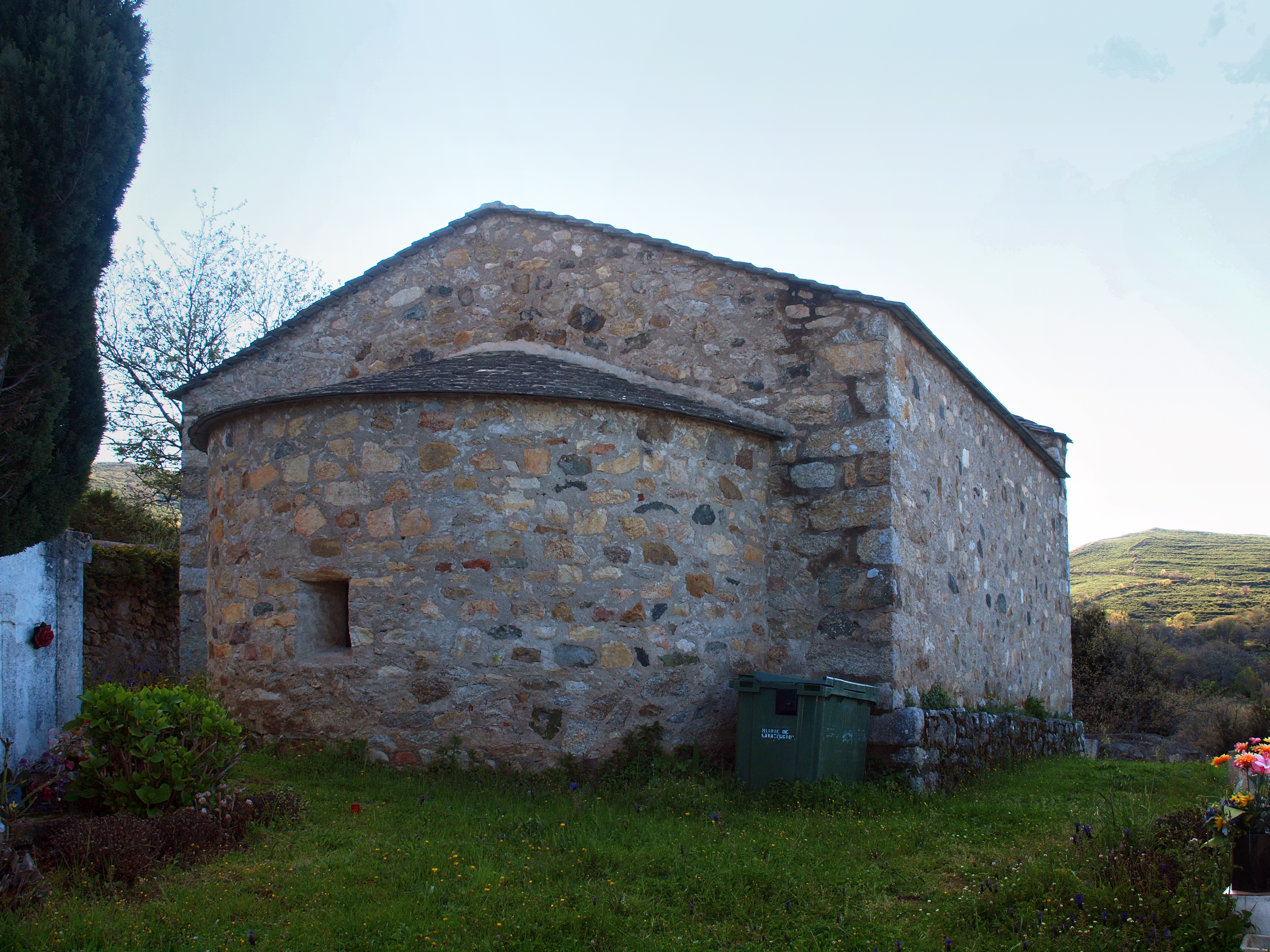
Chevet façade orientale.
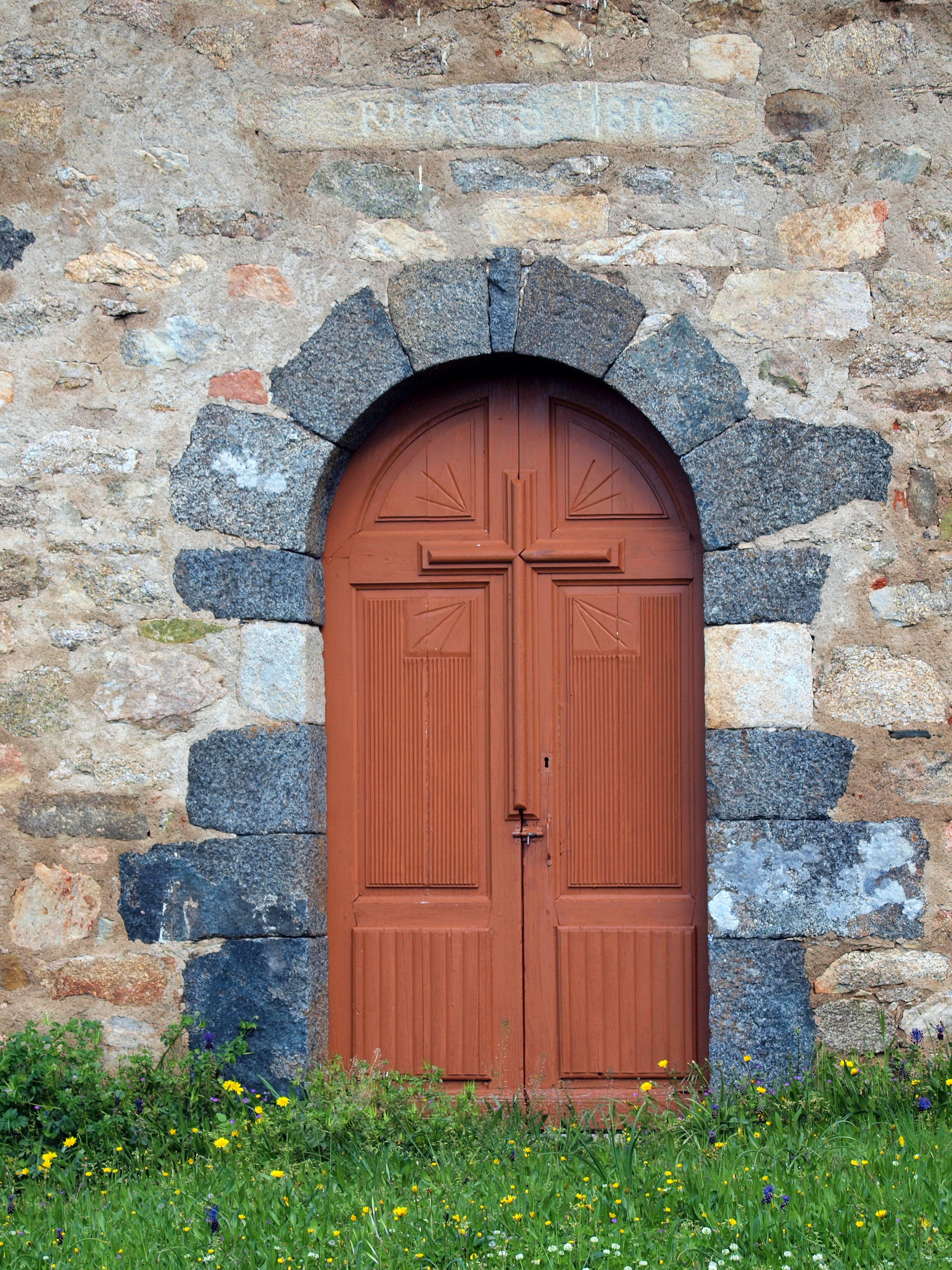
Portail.

#### Église Saint-Laurent

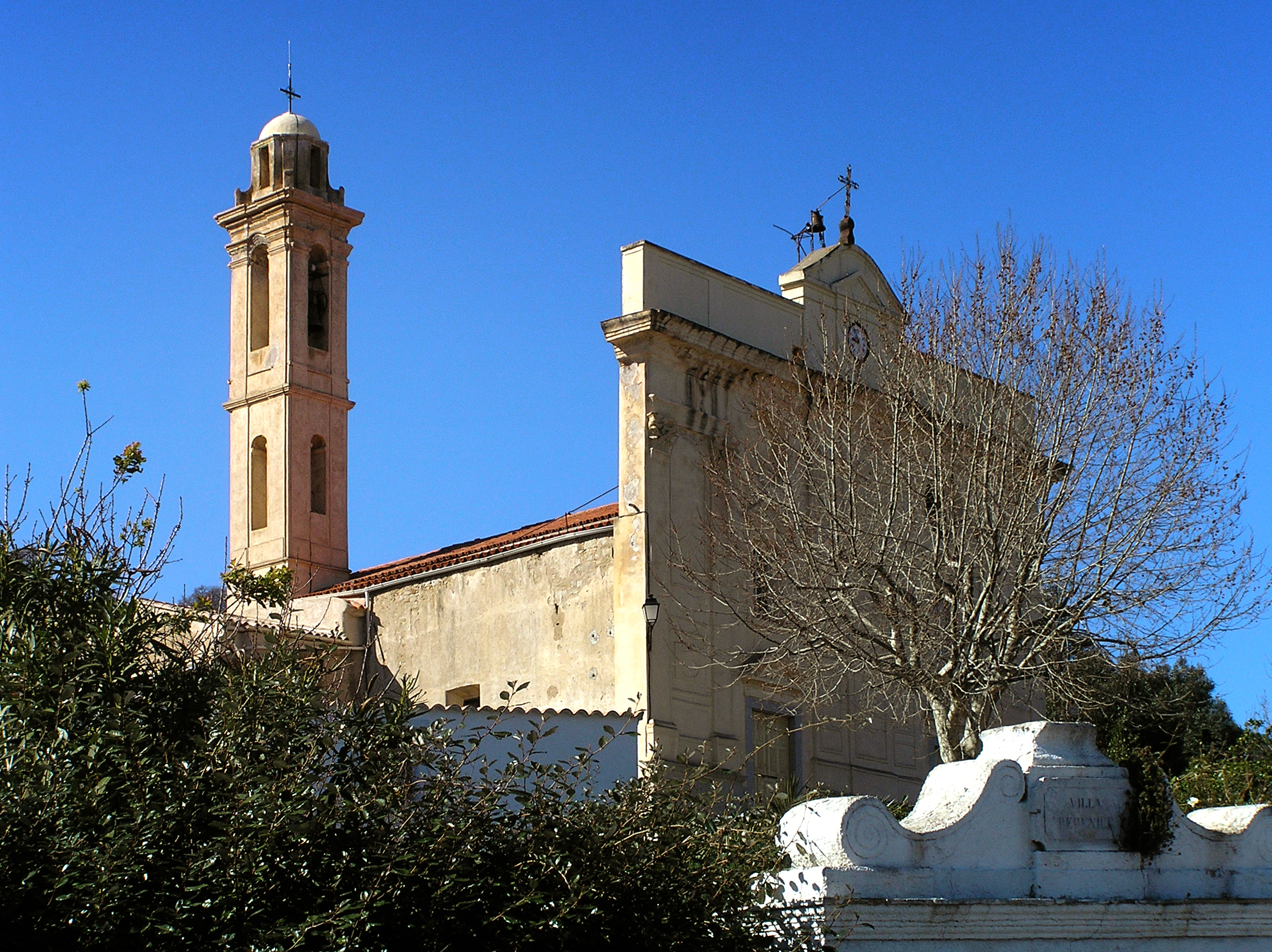
Êglise Saint-Laurent et la Casazza.

L'église paroissiale Saint-Laurent, baroque, est située au cœur du village, au-dessus de la D 71. Elle renferme une chapelle Sainte-Ursule surmontée des armes des seigneurs Sabellis (Guido de Sabellis était l'un des quatre princes romains que le pape Étienne IV envoya au début du IXe siècle à la tête d'un corps expéditionnaire pour libérer le royaume de Corse alors sous le joug des Sarrasins. Vainqueur, la province de Balagne lui avait été offerte en récompense).

#### A Casazza
La chapelle de confrérie (A Casazza) est attenante à l'église Saint-Laurent. Elle pourrait avoir été la précédente église de Lavatoggio comme l'indiqueraient certains détails découverts lors de récents travaux de restauration. La confrérie a pour patron saint Antoine Abbé.

#### Chapelle Notre-Dame de la Stella
La chapelle Notre-Dame de la Stella est située à l'est de la commune, à 400 m d'altitude sur le flanc nord du Capu Bracajo, au bord du vieux chemin menant à Lumio. Elle est le lieu d'un pèlerinage annuel le 8 septembre.

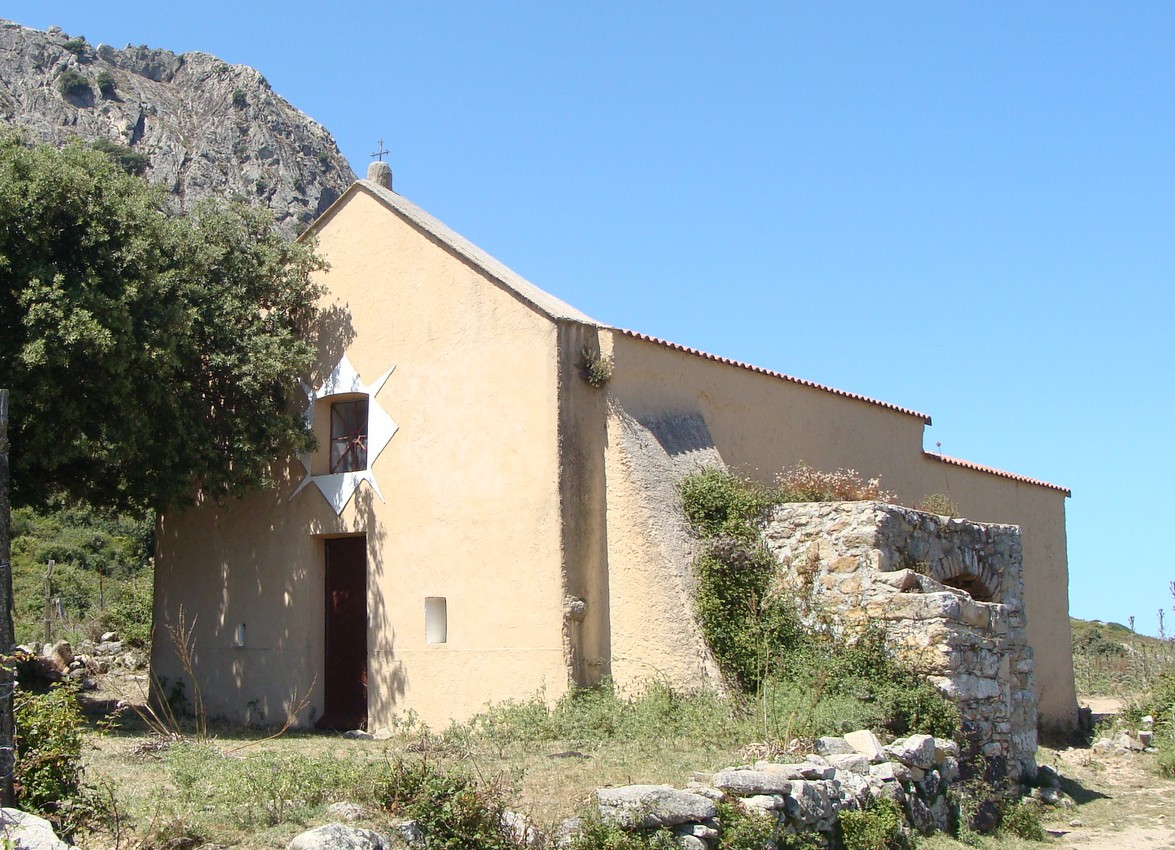
La chapelle Notre-Dame de la Stella, vue d'ensemble
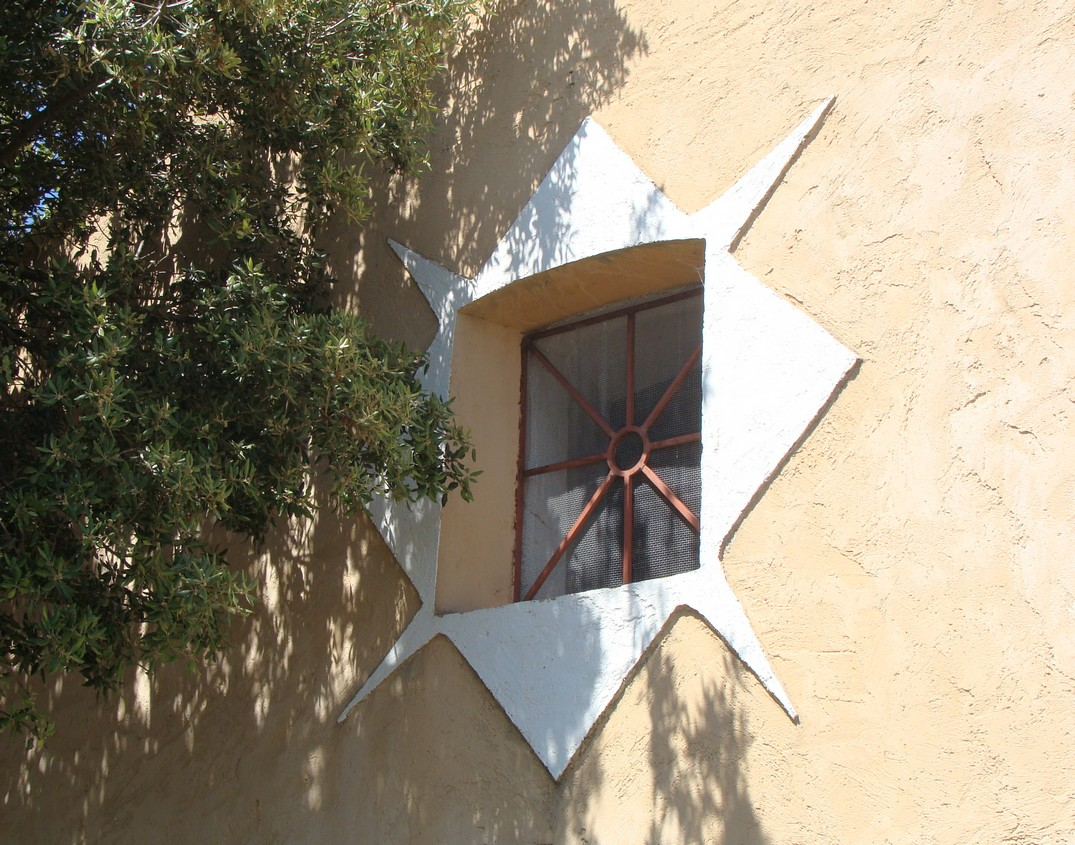
L'étoile (la "stella") sur la façade de la chapelle.
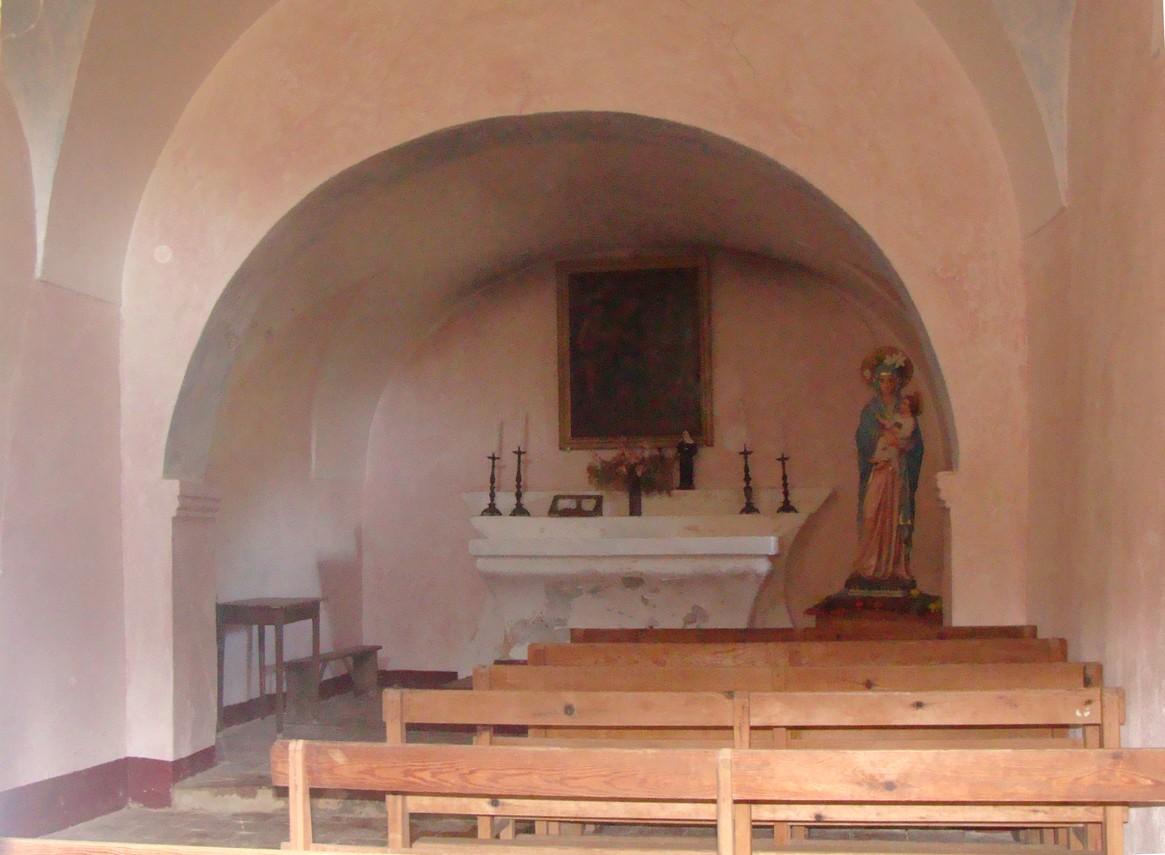
Intérieur de la chapelle Notre-Dame de la Stella.

### Patrimoine naturel

#### ZNIEFF
Oliveraies et boisements des collines de Balagne
La commune fait partie des 18 communes de Balagne concernées par la ZNIEFF 940004142 - Oliveraies et boisements des collines de Balagne (2e génération), zone répartie sur trois des principales vallées de la Balagne : la vallée du Fiume Seccu, le bassin d'Aregno et la vallée du Regino.

### Personnalités liées à la commune
- Dominique Santelli (né à Lavatoghju). Médecin, prêtre et poète[11].
- Rodolphe Santelli (1857-1933), homme politique né à Lavatoggio, médecin et député de Corse de 1906 à 1910.